# Union syndicale
Une union syndicale est une association de plusieurs syndicats partageant des valeurs communes choisissant de travailler en commun sur la durée.
Ce type d'association réunit des syndicats de secteurs d'activité différents à l'inverse d'une intersyndicale qui réunit des syndicats de même secteur d'activité mais souvent d'orientations différentes.
Le terme est moins précis que celui de fédération ou de confédération. Une union syndicale peut avoir pour membres des fédérations, des confédérations ou même des syndicats autonomes.
En France, le terme d'Union syndicale est utilisé par l'UNSA et l'Union syndicale Solidaires. Ces organisations veulent affirmer l'importance de l'autonomie de leurs composantes par opposition au modèle confédéral centralisé.
En Suisse, le terme Union syndicale est utilisé pour les unions régionales (le plus souvent cantonales) de l'Union syndicale suisse.